# Metamorphosis
Metamorphosis este al doilea album al cântăreți americane Hilary Duff, după Santa Claus Lane. Albumul a fost lansat în SUA pe 26 august 2003.
Albumul a debutat cu o clasare pe locul doi în topul Billboard 200, și cu vânzări de 203.000 de copii în prima săptămână.